# Благих, Наталья Александровна
Наталья Александровна Благих (род. 16 февраля 1972 года) — российская актриса театра и кино. Лауреат премии «Золотая маска» (2010). Народная артистка Российской Федерации (2023). Ведущая актриса Московского драматического театра «Et Cetera» под руководством Александра Калягина.

## Биография
Родилась 16 февраля 1972 года в Челябинске. Часть детства провела в Туркменистане, где её мать работала на газовой станции. Позже семья вернулась в Челябинск, где Наталья окончила школу.
Окончила Российский институт театрального искусства — ГИТИС в 1997 году (курс П. Н. Фоменко). Играла в нескольких спектаклях театра «Мастерская Петра Фоменко». 
В 1998 году приглашена в труппу театра «Et Cetera».
В 2024 году стала мастером курса на факультете новых направлений сценических искусств в ГИТИС

## Государственные и общественные награды и премии
В 2024 году стала "Актрисой года" по итогам зрительского голосования в театре «Et Cetera»
В 2023 году удостоена звания «Народный артист Российской Федерации»
В 2020 году — Премия города Москвы в области литературы и искусства за роль в спектакле «Ревизор. Версия».
В 2019 году — Премия фестиваля «Горячее сердце» в номинации «лучшая женская роль второго плана» за роль Аполлинарии Панфиловны в спектакле «Сердце не камень» по пьесе А.Островского
В 2010 году стала лауреатом премии «Золотая маска» в категории «Лучшая женская роль — оперетта или мюзикл» за роль Уллы в мюзикле «Продюсеры».
В 2009 году удостоена звания «Заслуженный артист Российской Федерации».

## Театральные работы
| ТЕАТР ET CETERA ПОД РУКОВОДСТВОМ А. А. КАЛЯГИНА | ТЕАТР ET CETERA ПОД РУКОВОДСТВОМ А. А. КАЛЯГИНА | ТЕАТР ET CETERA ПОД РУКОВОДСТВОМ А. А. КАЛЯГИНА | ТЕАТР ET CETERA ПОД РУКОВОДСТВОМ А. А. КАЛЯГИНА     |
| Название                                        | Год                                             | Режиссёр                                        | Роль                                                |
| ----------------------------------------------- | ----------------------------------------------- | ----------------------------------------------- | --------------------------------------------------- |
| ТЕКУЩИЙ РЕПЕРТУАР                               |                                                 |                                                 |                                                     |
| Закрытая комната                                | 2024                                            | Владимир Скворцов                               | Жанна                                               |
| Мандат                                          | 2023                                            | Вадим Панков                                    | Варвара Сергеевна, сестра                           |
| Стакан воды                                     | 2021                                            | Народный артист России Борис Морозов            | Герцогиня Мальборо, фаворитка королевы              |
| БЫТЬ!                                           | 2020                                            | Екатерина Гранитова                             |                                                     |
| В зоне доступа                                  | 2018                                            | Иван Миневцев                                   | Наташа, жена; Психотерапевт                         |
| Ревизор. Версия                                 | 2017                                            | Народный артист СССР Роберт Стуруа              | Анна Андреевна, жена городничего                    |
| Утиная охота                                    | 2015                                            | Вадим Панков                                    | Вера                                                |
| Сердце не камень                                | 2014                                            | Григорий Дитятковский                           | Аполлинария Панфиловна                              |
| Комедия ошибок                                  | 2013                                            | Народный артист СССР Роберт Стуруа              | Куртизанка                                          |
| Надежда, вера и любовь…                         | 2010                                            | Екатерина Гранитова                             |                                                     |
| АРХИВ СПЕКТАКЛЕЙ                                |                                                 |                                                 |                                                     |
| Ничего себе местечко для кормления собак        | 2012                                            | Народный артист СССР Роберт Стуруа              | Она                                                 |
| Орфей                                           | 2011                                            | Скворцов                                        | Аглаоника                                           |
| Дон Кихот                                       | 2011                                            | Александр Морфов                                | Проститутка                                         |
| Тайна тётушки Мэлкин                            | 2011                                            | Алексей Серов                                   | Королева                                            |
| Буря                                            | 2010                                            | Народный артист СССР Роберт Стуруа              | Ариэль                                              |
| Надежда, вера и любовь…                         | 2010                                            | Екатерина Гранитова                             |                                                     |
| Продюсеры                                       | 2009                                            | Дмитрий Белов                                   | Улла                                                |
| Подавлять и возбуждать                          | 2006                                            | Александр Калягин                               | Света два — жена Хорошего актёра, в прошлом актриса |
| Парижский романс                                | 2004                                            | Елена Невежина                                  | Иветта Гильбер                                      |
| Люсьет Готье, или Стреляй сразу!                | 2003                                            | Александр Морфов                                | Люсьет Готье, звезда парижских кабаре               |
| Игра снов                                       | 2002                                            | Григорий Дитятковский                           | Мать                                                |
| Моя Fair леди                                   | 2001                                            | Дмитрий Бертман                                 | Лиза Дулина, цветочница                             |
| Шейлок (Венецианский купец)                     | 2000                                            | Народный артист СССР Роберт Стуруа              | Нерисса, прислужница богатой невесты                |
| Конкурс                                         | 1999                                            | Александр Галин                                 | Провинциальная интеллектуалка                       |
| Навсегда-навсегда                               | 1998                                            | Ксения Драгунская                               | 237-я девушка папы Сергея Крюксона                  |
| Старый друг лучше новых двух                    | 1997                                            | Владимир Богатырев                              | Пульхерия Андреевна Гущина, жена чиновника          |
| МАСТЕРСКАЯ ПЕТРА ФОМЕНКО                        |                                                 |                                                 |                                                     |
| Холодно и горячо, или Идея господина Дома       | 1993-1996                                       |                                                 | Фели                                                |
| Дачники                                         | 1993-1996                                       |                                                 | Варвара Михайловна Басова                           |
| Гарпагониада                                    | 1993-1996                                       |                                                 |                                                     |
| Зимняя сказка                                   | 1993-1996                                       |                                                 | Гермиона                                            |
| Школа для дураков                               | 1993-1996                                       |                                                 | Вера Аркадьевна                                     |
| Свадьба                                         | 1993-1996                                       |                                                 |                                                     |

## Фильмография
| НАЗВАНИЕ                 | ГОД       | РЕЖИССЁР                                                                                            | РОЛЬ           |
| ------------------------ | --------- | --------------------------------------------------------------------------------------------------- | -------------- |
| Телохранитель-3 (сериал) | 2010      | Андрей Джунковский                                                                                  |                |
| Карусель (Короткий метр) | 2008      | Юрий Чирковский                                                                                     |                |
| Иное (сериал)            | 2007      | Дмитрий Онищенко, Ярослав Мочалов, Сергей Соколюк                                                   | Шеф            |
| Татьянин день (сериал)   | 2007-2008 | Михаил Мокеев, Игорь Войтулевич, Екатерина Гранитова-Лавровская, Николай Крутиков, Евгений Марчелли | Яна Баринова   |
| Адъютанты любви (сериал) | 2005      | Михаил Мокеев                                                                                       | Мадам де Сталь |
| Фото                     | 2003      | Александр Галин                                                                                     |                |
| Дело№ 23 (сериал)        | 2002      | Владимир Хотиненко                                                                                  |                |